# Kachna měkkozobá
Kachna měkkozobá (Hymenolaimus malacorhynchos, maorsky whio) je ohrožený druh kachny, který se vyskytuje pouze na Novém Zélandu. Obývá rychle tekoucí řeky v hornatých oblastech Severního a Jižního ostrova. Patří mezi čtyři druhy vodních ptáků, kteří žijí po celý život na rychle tekoucích řekách. Jedná se o jednu z nejvzácnějších a nejohroženějších kachen na novozélandské pevnině. Před lidským osídlením Nového Zélandu byla relativně hojně rozšířena, ale k roku 2020 se její populace odhaduje pouze na 2000–3000 jedinců.
Kachna je jediným zástupcem rodu Hymenolaimus. Patří do čeledi kachnovitých, širší taxonomické vazby zůstávají nejasné. Situaci ztěžuje brzké vývojové oddělení kachny od ostatních kachnovitých i její konvergentní vývoj. Kachna měří kolem 53 cm. Má břidlicově modré peří s kropenatě kaštanovou hrudí. Oči jsou žluté, silné nohy s velkými plovacími blánami jsou dobře uzpůsobeny pohybu po prudkých říčních proudech. Pohlavní dimorfismus je nevýrazný, samec bývá o něco větší než samice. Snůška čítá 3–9 vajec, mláďata se líhnou za 35 dní. Kachna je monogamní, většinu života stráví se stejným partnerem na tomtéž teritoriu, které pokrývá typicky kolem 1–1,5 km délky vodního toku. Své teritorium agresivně brání. Samec vydává vysoce položený zvuk připomínající píšťalku, hlas samice je naopak nízko položený a spíše připomíná vrčení. Kachny měkkozobé jsou aktivní hlavně za úsvitu a při západu slunce.
Specifickým znakem kachny je silný narůžovělý zobák, který je uzpůsoben hledání potravy mezi kameny. Kachna potřebuje k životu velmi čistou vodu, proto je její výskyt považován za indikátor kvality říčního toku. Živí se takřka výhradně vodními bezobratlými živočichy, občas pojídá i vodní řasy, rostliny a bobule. Kachna je ohrožena introdukovanými savci, zejména hranostaji. Její ochrana spočívá hlavně v kontrole predátorů pomocí pastí a pesticidu 1080. Domorodí Maorové považují kachnu za taonga („posvátný klenot“). Kachna je vyobrazena na reversní straně novozélandské desetidolarové bankovky.

## Nomenklatura
V roce 1773 kapitán James Cook během své druhé plavby prozkoumával nejjižnější části Jižního ostrova kolem fjordu Tamatea / Dusky Sound. Prvního dubna si do deníku zapsal: „[…] zastřelili jsme několik ptáků, z nichž jeden byla kachna s modro-šedým zabarvením a měkkým zobákem […]“. Cook později tuto kachnu označoval jako „pískající“ či „modro-šedou“ (anglicky Blue-Grey Duck; pojmenování blue duck, čili modrá kachna, jí v angličtině zůstalo). Kachnu poprvé odborně popsal německý přírodovědec Johann F. Gmelin v roce 1789. Přiřadil jí jméno Hymenolaimus malacorhynchos.
Kachna je řazena do rodu Hymenolaimus, jehož je jediným zástupcem. Taxonomické vazby na ostatní vodní ptáky zůstávají nejasné. Předpokládá se, že se kachna oddělila od ostatních vodních ptáků mnohem dříve než ostatní druhy, což ztěžuje určit její příbuzenské vazby. Situaci dále komplikuje její konvergentní vývoj – kachna měkkozobá není příbuzná ostatním kachnám obývajícím rychle tekoucí řeky. Na rozdíl od většiny ostatních novozélandských kachen není ani příbuzná s australskými kachnami. V minulosti byla kachna také řazena do podčeledi Tadorninae. Pozdější DNA analýzy však toto řazení vyvrátily jako chybné a umístily kachnu vedle jihoamerických kachen do tribu Anatini, avšak bez přímého příbuzného.
|  | Anas rhynchotis (lžičák australský) |
|  | |
|  | Anas superciliosa (kachna pruhohlavá) |
|  | |
|  | \| \| Anas nesiotis (čírka campbellská) \| \| \| \| \| \| Anas aucklandica (čírka aucklandská) \| \| \| \| \| \| Anas chlorotis (čírka novozélandská) \| \| \| \| \| \| † Anas chathamica \| \| \| \| |
|  | |
|  | Anas gracilis |
|  | |
|  | Anas nesiotis (čírka campbellská) |
|  | |
|  | Anas aucklandica (čírka aucklandská) |
|  | |
|  | Anas chlorotis (čírka novozélandská) |
|  | |
|  | † Anas chathamica |
|  | |

|  | Anas nesiotis (čírka campbellská)    |
|  |                                      |
|  | Anas aucklandica (čírka aucklandská) |
|  |                                      |
|  | Anas chlorotis (čírka novozélandská) |
|  |                                      |
|  | † Anas chathamica                    |
|  |                                      |

|  | Anas rhynchotis (lžičák australský) |
|  | |
|  | Anas superciliosa (kachna pruhohlavá) |
|  | |
|  | \| \| Anas nesiotis (čírka campbellská) \| \| \| \| \| \| Anas aucklandica (čírka aucklandská) \| \| \| \| \| \| Anas chlorotis (čírka novozélandská) \| \| \| \| \| \| † Anas chathamica \| \| \| \| |
|  | |
|  | Anas gracilis |
|  | |
|  | Anas nesiotis (čírka campbellská) |
|  | |
|  | Anas aucklandica (čírka aucklandská) |
|  | |
|  | Anas chlorotis (čírka novozélandská) |
|  | |
|  | † Anas chathamica |
|  | |

|  | Anas nesiotis (čírka campbellská)    |
|  |                                      |
|  | Anas aucklandica (čírka aucklandská) |
|  |                                      |
|  | Anas chlorotis (čírka novozélandská) |
|  |                                      |
|  | † Anas chathamica                    |
|  |                                      |

|  | Anas rhynchotis (lžičák australský) |
|  | |
|  | Anas superciliosa (kachna pruhohlavá) |
|  | |
|  | \| \| Anas nesiotis (čírka campbellská) \| \| \| \| \| \| Anas aucklandica (čírka aucklandská) \| \| \| \| \| \| Anas chlorotis (čírka novozélandská) \| \| \| \| \| \| † Anas chathamica \| \| \| \| |
|  | |
|  | Anas gracilis |
|  | |
|  | Anas nesiotis (čírka campbellská) |
|  | |
|  | Anas aucklandica (čírka aucklandská) |
|  | |
|  | Anas chlorotis (čírka novozélandská) |
|  | |
|  | † Anas chathamica |
|  | |

|  | Anas nesiotis (čírka campbellská)    |
|  |                                      |
|  | Anas aucklandica (čírka aucklandská) |
|  |                                      |
|  | Anas chlorotis (čírka novozélandská) |
|  |                                      |
|  | † Anas chathamica                    |
|  |                                      |

|  | Anas rhynchotis (lžičák australský) |
|  | |
|  | Anas superciliosa (kachna pruhohlavá) |
|  | |
|  | \| \| Anas nesiotis (čírka campbellská) \| \| \| \| \| \| Anas aucklandica (čírka aucklandská) \| \| \| \| \| \| Anas chlorotis (čírka novozélandská) \| \| \| \| \| \| † Anas chathamica \| \| \| \| |
|  | |
|  | Anas gracilis |
|  | |
|  | Anas nesiotis (čírka campbellská) |
|  | |
|  | Anas aucklandica (čírka aucklandská) |
|  | |
|  | Anas chlorotis (čírka novozélandská) |
|  | |
|  | † Anas chathamica |
|  | |

|  | Anas nesiotis (čírka campbellská)    |
|  |                                      |
|  | Anas aucklandica (čírka aucklandská) |
|  |                                      |
|  | Anas chlorotis (čírka novozélandská) |
|  |                                      |
|  | † Anas chathamica                    |
|  |                                      |

|  | Anas rhynchotis (lžičák australský) |
|  | |
|  | Anas superciliosa (kachna pruhohlavá) |
|  | |
|  | \| \| Anas nesiotis (čírka campbellská) \| \| \| \| \| \| Anas aucklandica (čírka aucklandská) \| \| \| \| \| \| Anas chlorotis (čírka novozélandská) \| \| \| \| \| \| † Anas chathamica \| \| \| \| |
|  | |
|  | Anas gracilis |
|  | |
|  | Anas nesiotis (čírka campbellská) |
|  | |
|  | Anas aucklandica (čírka aucklandská) |
|  | |
|  | Anas chlorotis (čírka novozélandská) |
|  | |
|  | † Anas chathamica |
|  | |

|  | Anas nesiotis (čírka campbellská)    |
|  |                                      |
|  | Anas aucklandica (čírka aucklandská) |
|  |                                      |
|  | Anas chlorotis (čírka novozélandská) |
|  |                                      |
|  | † Anas chathamica                    |
|  |                                      |

|  | Anas rhynchotis (lžičák australský) |
|  | |
|  | Anas superciliosa (kachna pruhohlavá) |
|  | |
|  | \| \| Anas nesiotis (čírka campbellská) \| \| \| \| \| \| Anas aucklandica (čírka aucklandská) \| \| \| \| \| \| Anas chlorotis (čírka novozélandská) \| \| \| \| \| \| † Anas chathamica \| \| \| \| |
|  | |
|  | Anas gracilis |
|  | |
|  | Anas nesiotis (čírka campbellská) |
|  | |
|  | Anas aucklandica (čírka aucklandská) |
|  | |
|  | Anas chlorotis (čírka novozélandská) |
|  | |
|  | † Anas chathamica |
|  | |

|  | Anas nesiotis (čírka campbellská)    |
|  |                                      |
|  | Anas aucklandica (čírka aucklandská) |
|  |                                      |
|  | Anas chlorotis (čírka novozélandská) |
|  |                                      |
|  | † Anas chathamica                    |
|  |                                      |

|  | Anas rhynchotis (lžičák australský) |
|  | |
|  | Anas superciliosa (kachna pruhohlavá) |
|  | |
|  | \| \| Anas nesiotis (čírka campbellská) \| \| \| \| \| \| Anas aucklandica (čírka aucklandská) \| \| \| \| \| \| Anas chlorotis (čírka novozélandská) \| \| \| \| \| \| † Anas chathamica \| \| \| \| |
|  | |
|  | Anas gracilis |
|  | |
|  | Anas nesiotis (čírka campbellská) |
|  | |
|  | Anas aucklandica (čírka aucklandská) |
|  | |
|  | Anas chlorotis (čírka novozélandská) |
|  | |
|  | † Anas chathamica |
|  | |

|  | Anas nesiotis (čírka campbellská)    |
|  |                                      |
|  | Anas aucklandica (čírka aucklandská) |
|  |                                      |
|  | Anas chlorotis (čírka novozélandská) |
|  |                                      |
|  | † Anas chathamica                    |
|  |                                      |

|  | Anas rhynchotis (lžičák australský) |
|  | |
|  | Anas superciliosa (kachna pruhohlavá) |
|  | |
|  | \| \| Anas nesiotis (čírka campbellská) \| \| \| \| \| \| Anas aucklandica (čírka aucklandská) \| \| \| \| \| \| Anas chlorotis (čírka novozélandská) \| \| \| \| \| \| † Anas chathamica \| \| \| \| |
|  | |
|  | Anas gracilis |
|  | |
|  | Anas nesiotis (čírka campbellská) |
|  | |
|  | Anas aucklandica (čírka aucklandská) |
|  | |
|  | Anas chlorotis (čírka novozélandská) |
|  | |
|  | † Anas chathamica |
|  | |

|  | Anas nesiotis (čírka campbellská)    |
|  |                                      |
|  | Anas aucklandica (čírka aucklandská) |
|  |                                      |
|  | Anas chlorotis (čírka novozélandská) |
|  |                                      |
|  | † Anas chathamica                    |
|  |                                      |

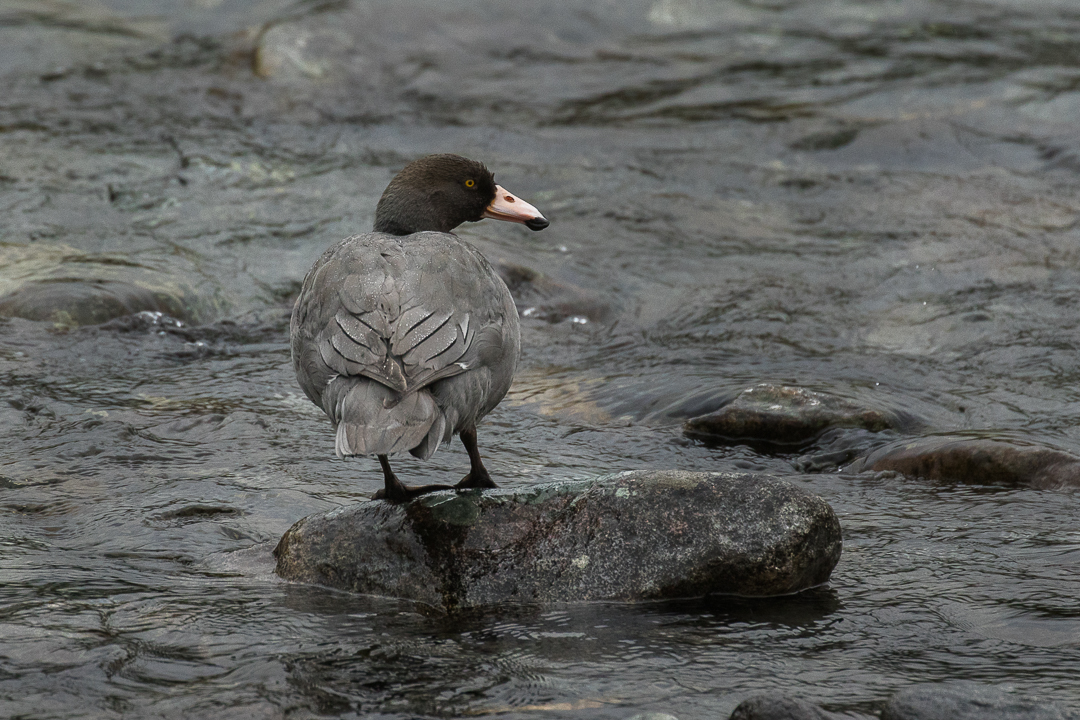
Kachna na řece

Z analýz DNA, kterou v roce 2012 publikovali Bruce Robertson a Sharyn Goldstien, však vyplynulo, že kachna sice patří do čeledi kachnovití, avšak nevyznačuje příbuznost s žádným existujícím rodem či tribem.
Kachna se vyskytuje na Severním i Jižním ostrově Nového Zélandu. I když jsou obě populace geneticky rozdílné, nejedná se o poddruhy. Při managementu ochrany se však s těmito populacemi nakládá samostatně.
Maorové často pojmenovávali ptáky na základě zbarvení jejich peří, chování či jejich zpěvu. Samci kachny vydávají vysoce posazený, dvouslabičný pisklavý zvuk připomínající „whi-o“ (fío), podle čehož se kachně dostalo jméno whio na Severním ostrově a ko whio whio na ostrově Jižním. Dnes se kachně na Novém Zélandu říká jen „whio“, což v překladu znamená „píšťalka“.

## Popis
Kachna měří okolo 53 cm. Samec váží kolem 1000–1300 g, samice 800–1000 g. Peří je na většině těla břidlicově modré. Temeno hlavy a šíje jsou leskle zelené. Hruď je kaštanově kropenatá. Nohy jsou šedé s černými plovacími blánami a klouby. Peří na vnější části sekundárních letek mívají bílá zakončení; vnitřní část sekundárních letek spolu s terciárními letkami mají černé hrany. Oči jsou žluté. Narůžovělý zobák je ke konci rozšířen a opatřen po stranách černými klapkami. Břidlicově modré zbarvení kachně umožňuje dobře splynout s jejím přirozeným prostředím.

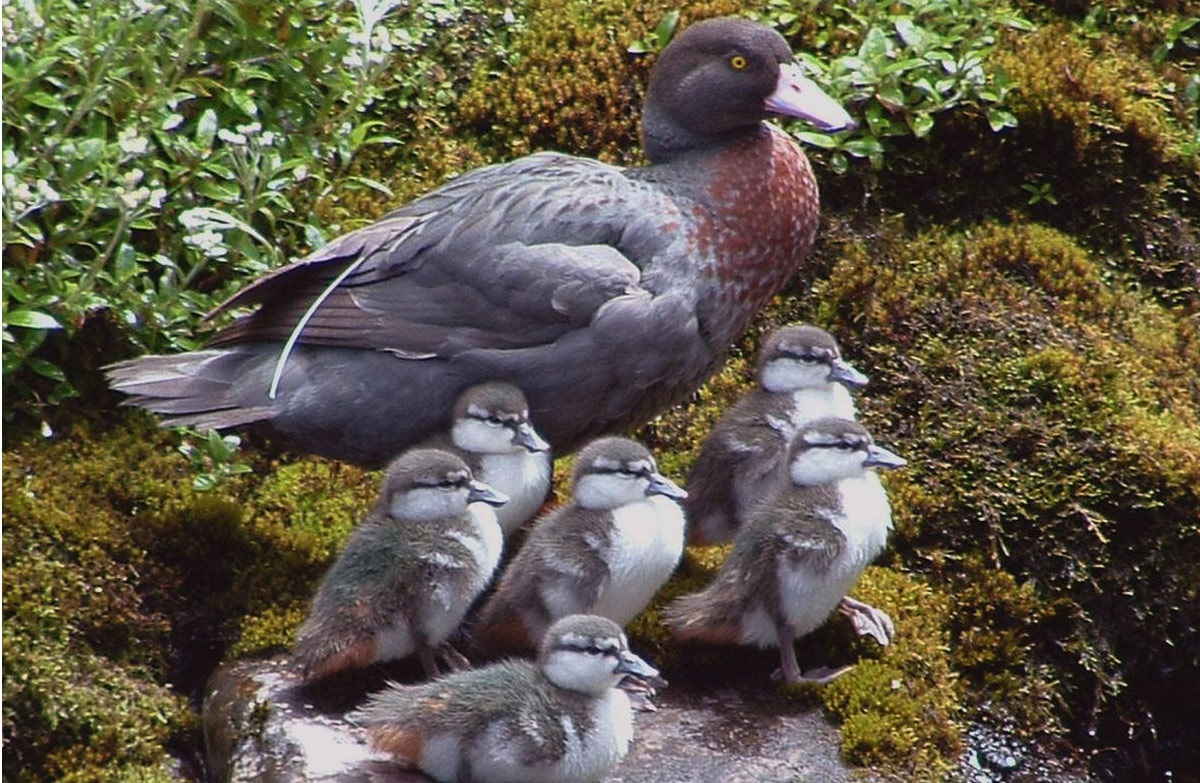
Kachna s mláďaty

Pohlavní dimorfismus je nevýrazný. Samci mají více hnědých skvrn na hrudi a také mají výraznější zelené zbarvení na krku, hlavě a hrudi. Mladí jedinci mají tmavší hruď a nemají tak lesklou hlavu. Od konce léta do srpna mají tmavé oči a jejich zobák je tmavě šedý a skvrny na hrudi jsou řidší a tmavší než u dospělých jedinců.
Mláďata se rodí se zeleným zobákem, který se do 8 hodin od narození zabarví do své finální růžové podoby. Peří mláďat je na krku, čele a na zádech tmavě šedé s jemným odstínem leskle zelené. Prsa a břicho jsou bílé, podocasní peří je kaštanově. Černá křídla mají bílá lemování. Tvář je bílá s černými pruhy, které začínají u kořene zobáku a kolem oči pokračují k temeni hlavy. Čelo směrem ke korunce je rovněž černé. Nohy a prsty jsou žlutě oranžové. Výrazná je skvrna u kořene ocasu, která je u samců kaštanově hnědá a u samic žlutohnědá. Zobák je šedomodrý s růžovým zakončením a černými postranními klapkami.

### Adaptace na život na řekách

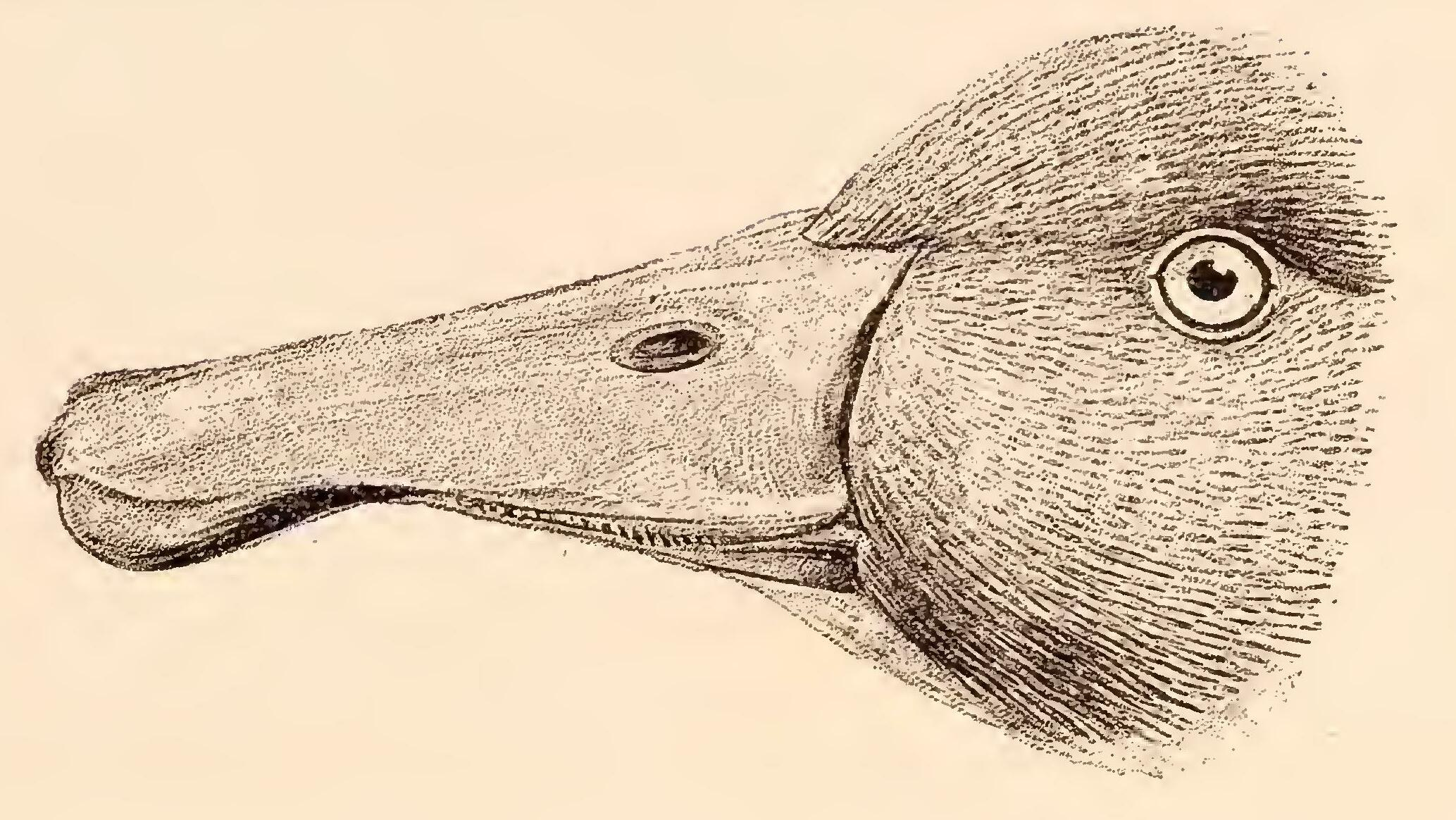
Kresba zobáku (Walter Buller, 1888)

Kachna měkkozobá má mnoho unikátních charakteristik, které ji uzpůsobují pro život na řekách. K nim patří zejména silný horní zobák lemovaný postranními klapkami. Černá membrána na konci zobáku umožňuje najít larvy mezi kameny. Horní zobák zároveň slouží jako ochrana dolní čelisti, když kachna hledá larvy mezi kamínky na dně řeky. Zobák má filtry podobné kosticovcům, které umožňují extrakci bezobratlých živočichů z vody.
Další unikátní znak adaptace na rychle plovoucí vodní hladiny jsou kachniny nohy. Ty mají silné blány a jsou nezvykle velké, což umožňuje rychlý pohyb mezi silnými říčními proudy. Kachna umí své nohy hbitě stáhnout, pokud potřebuje rychle plout po proudu řeky. Prsty na nohou jsou opatřeny silnými drápy, díky kterým se kachna může snadno pohybovat po kluzkých říčních balvanech.

## Chování
Nejčastějším typem chování kachny je péče o peří. Kachna přes kostrční žlázu (glandula uropygii) na ocase vylučuje olej, který nabírá zobákem a vtírá si jej mezi peří. K olejování dochází zejména po vylezení z vody.

### Teritorium
Kachna měkkozobá je přísně teritoriální pták. Své teritorium začne vymezovat již v prvních měsících po osamostatnění. Mladí jedinci často hledají teritoria v blízkosti svých rodičů, což způsobuje vysokou míru genetické příbuznosti v rámci jednotlivých řek. Při hledání nového teritoria se mladý jedinec či mladý pár snaží vtěsnat mezi existující teritoria nebo se pokusí vytlačit dospělé jedince z jejich teritorií. Může se stát, že kachnímu páru se nepodaří najít teritorium a kradmo vyvedou mláďata v teritoriu jiného existujícího páru.
Jedinci či páry nacházejí svá teritoria podél horských řek a potoků. Mívají rozpětí 0,2–5 km, nejčastěji kolem 1–1,5 km. Délka teritorií bývá ovlivněna množstvím dostupné potravy a konkurence ze strany dalších měkkozobých kachen. Teritoria od sebe většinou odděluje krátká soustava peřejí nebo tůně. Ve větších nadmořských výškách, kde potoky stékají po strmém terénu rychleji, bývají teritoria kratší než v nižších polohách.

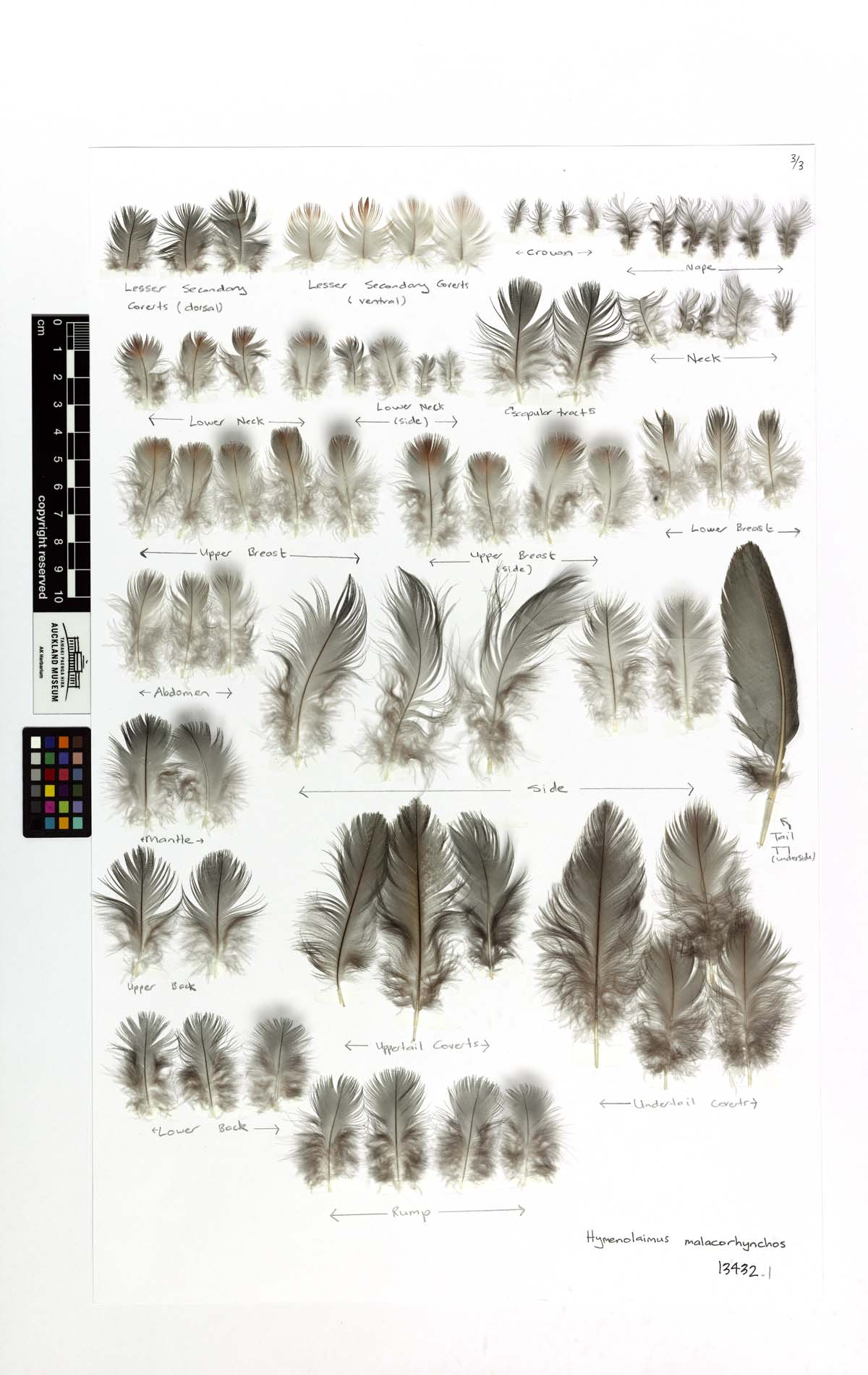
Sbírka peří

Kachny svá teritoria agresivně brání před ostatními měkkozobými kachnami i dalšími ptačími druhy jako je kachna divoká, čírka štíhlá a příležitostně i husice rajská. K boji o svá teritoria využívají agresivní křik, pleskání křídly a při fyzickém styku své pozice brání pomocí kostnatých výběžků na křídlech. Na svých teritoriích tolerují pouze mláďata, u kterých nedošlo k adultnímu opeření.

### Rozmnožování
Kachna měkkozobá je monogamní pták žijící v dlouholetých svazcích. Pokud jeden z partnerů zemře, přeživší jedinec začne lákat do svého teritoria nového partnera. Pokud samice najde partnera a teritorium krátce po narození, může již koncem prvního roku dojít k prvnímu páření. U samic, kde k vymezení teritoria nedojde tak brzy, dochází k páření mezi druhým a třetím rokem. Většina samců se začíná pářit až druhým rokem. Pářící období začíná koncem července a končí v lednu, vrcholné období páření je mezi srpnem a říjnem. Na Jižním ostrově, který má chladnější klima než Severní ostrov, k páření dochází v průměru o tři týdny později. Samice se na období páření připravují zvýšeným přísunem potravy.
Hnízdiště si staví poblíž vodních toků v dutinách kmenů, pod spadlými stromy, ve skalních štěrbinách nebo pod nahromaděnou vegetací. Pokud dojde k úspěšnému vyvedení mláďat, kachna často použije to samé hnízdiště následující rok. Prosté hnízdo si staví nahromaděním větví a trávy, peří ke stavbě hnízda používá minimálně. Snůška činí 3–9 krémově zbarvených vajec, nejčastěji 6. Jednotlivá vejce obvykle klade ve 1–2 denních intervalech.
Vejce váží okolo 70 g. Inkubace trvá 35 dní a na vejcích sedí samice, zatímco samec hlídá teritorium. Samice kvůli krmení dvakrát denně opouští hnízdo. 1–2 dny po vylíhnutí jsou mláďata schopna vyplout do peřejnatých řek. Ke zvládnutí rychle tekoucích vod jim pomáhají silné, vzhledem k tělu neúměrně velké nohy s blánami. Mláďata zůstávají v blízkosti rodičů dalších 70–82 dní až do svého prvního opeření. V tomto období zůstává samice v těsné blízkosti mláďat zatímco samec zpovzdálí hlídkuje před predátory.

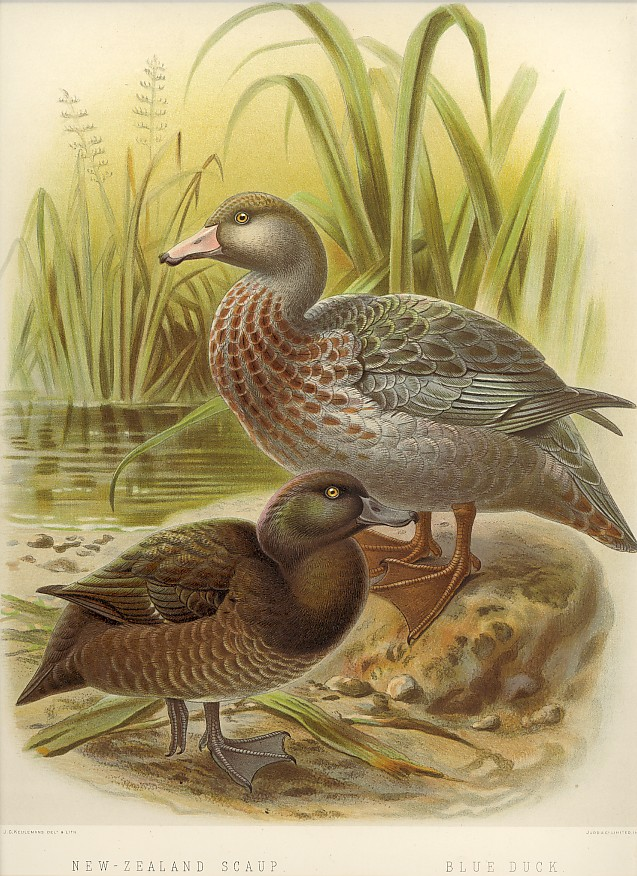
Ilustrace kachny měkkozobé (vpravo nahoře) a poláka tmavého (John Gerrard Keulemans, 1888)

Ke konci tohoto období se mláďata osamostatňují a za nedlouho opouští teritorium rodičů, aby si našli své vlastní teritorium. Ke konci vyvádění mláďat dochází u dospělých jedinců k přepeřování. Jedná se o poměrně krátkodobý proces, který u kachen nastává jednou ročně. Je možné, že k přepeřování dochází právě v tomto období proto, aby se dospělým kachnám vrátila schopnost létat a tím účinněji bránit svá teritoria ještě před tím, než jejich vlastní potomci začnou vznášet nároky na teritorium svých rodičů. V době přepeřování se kachny většinu dne skrývají a teprve po setmění se vydávají hledat potravu. Kachny měkkozobé se dožívají kolem 6–7 let.

### Potrava
Živí se především larvami a kuklami vodních bezobratlých živočichů jako jsou chrostíci, jepice, pošvatky a pakomáři. Občas pojídá i vodní řasy, bobule, dospělý hmyz a části rostlin. K rostlinám, které patří do kachnina jídelníčku, patří Coprosma rugosa, Coprosma depressa, Chionochloa conspicua, Phyllocladus alpinus a Muehlenbeckia axillari.
Potravu sbírá z povrchu kamenů, z vodní hladiny a ze dna říčních toků. Při hledání potravy pod vodou většinou jen potopí hlavu a krk, avšak dokáže potopit i celé tělo. Při potopení zůstává pod vodou maximálně 20 vteřin. Při sběru potravy ze dna řeky kachně pomáhá její unikátní zobák. Většinu potravy si shání během dne, příležitostně se vydává za potravou krátce i v noci.
Mláďata se živí tím samým co dospělí jedinci a pro jídlo se začínají potápět již několik dní poté, co poprvé vyplují po hladině.

### Sociální interakce
Až na nejbližší rodinu, kachna měkkozobá se s ostatními jedinci nesocializuje. Své teritorium opouští jen v případě záplav, kdy se kachny stahují k ústím řeky, a při nedostatku potravy. K tomu dochází především v letních měsících.
K sociální interakci mezi samcem a samicí dochází především ráno. Pár spolu plave po vodní hladině a předvádí svá peří a zpěv. Pokud se k dosahu samce přiblíží jiný samec, projevy samce naberou na intenzitě. K nejagresivnějšímu chování dochází, pokud se jiný samec pokusí získat jeho samici.
Zvukový projev samce, který připomíná vysoce položený hvizd píšťalky, je způsob, jakým samec vymezuje své teritorium. Hlasový projev se u něj vyvíjí kolem 14. týdnu života. Pokud je samec na zemi, při vydávání zvuku se mu zježí peří, částečně pootevře zobák, mírně pozvedne ocas a napne krk do vodorovné polohy se zbytkem těla. Své volání však vydává často i za letu, který nastává především za rozbřesku a úsvitu. Samice při ohrožení nebo vyrušení vydává nízko položený zvuk připomínající spíše vrčení.

## Rozšíření a habitat

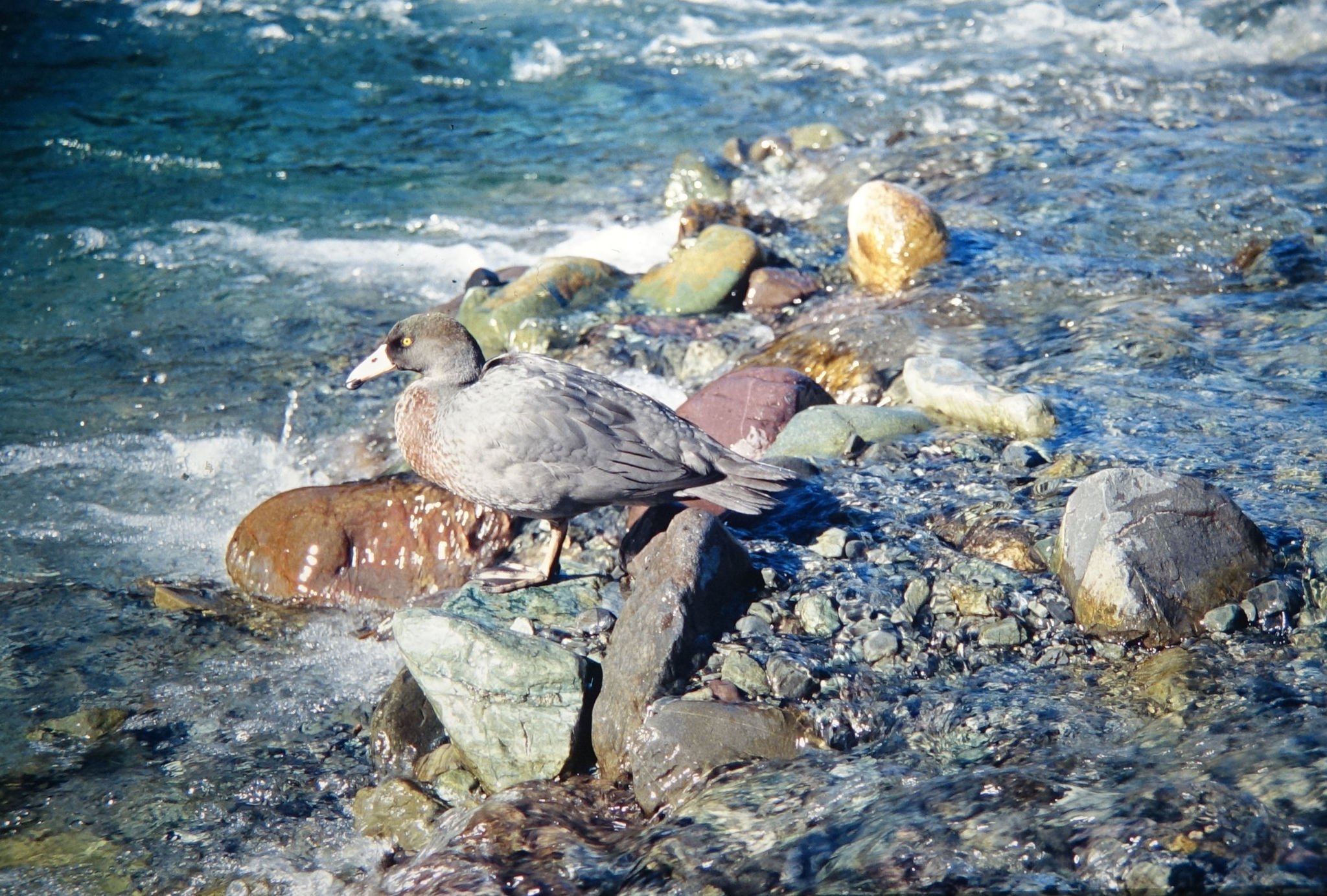
Kachna v přirozeném prostředí

Podle archeologických nálezů byla kachna měkkozobá kdysi hojně rozšířena po obou hlavních ostrovech Nového Zélandu s výjimkou pobřežních oblastí Canterbury a Otaga. Kachna se patrně nevyskytovala ani na Northlandu, nejsevernějším cípu Severního ostrova. Podle absence fosilií z Chatthamských ostrovů, Stewartova ostrova a dalších novozélandských menších ostrovů se dá předpokládat, že se nevyskytovala ani tam. I když je život kachny neoddělitelně spjat s řekami, podle fosilních nálezů se v minulosti vydávaly na honbu za potravou i daleko od vodních toků.
Následkem odlesnění nížinatých oblastí se druh začal stahovat do vyšších poloh a dnes se vyskytuje hlavně v hornatých údolích až do 1050 m n. m. Na Severní ostrově se vyskytuje v oblasti Urewa, Východního mysu a ve vnitrozemských oblastech (např. Národní park Tongariro či pohoří Ruahine). Na Jižním ostrově obývá kopcovité oblasti západního pobřeží od jižního po severní cíp ostrova. Populace kachen jsou izolované a zranitelné. K roku 2020 byl odhad celkové populace kolem mezi 2000–3000 jedinců, z toho kolem 640 párů na Severním a necelých 700 párů na Jižním ostrově.

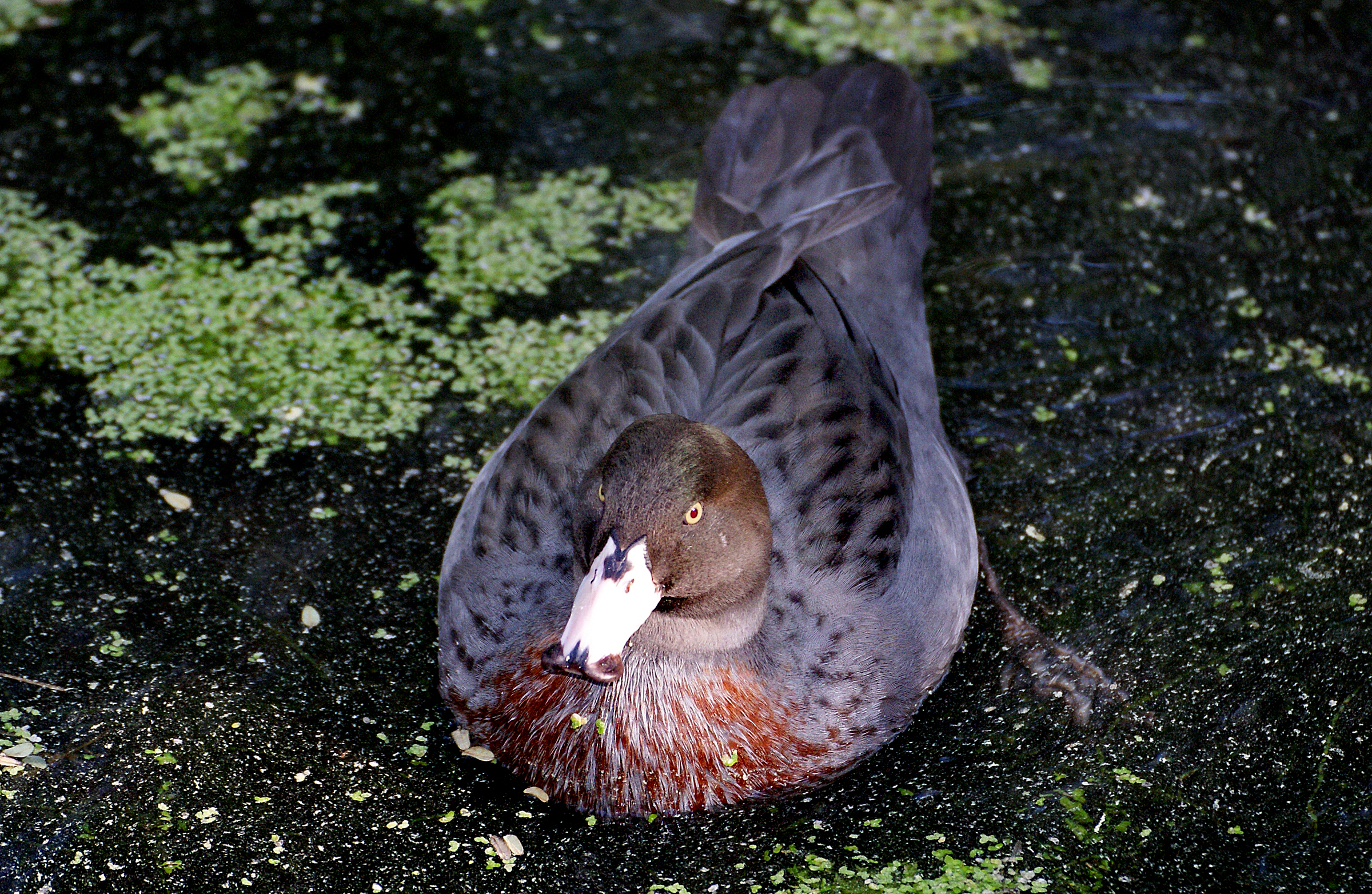
Kachna plovoucí na vodě

Kachna měkkozobá je jeden ze 4 vodních ptáků, co žije po celý život na rychle tekoucích řekách. Její habitat tvoří svižně plynoucí vodní toky v zalesněných hornatých oblastech. Vyskytuje se i na úzkých potůčcích o šířkách pouze 0,3 m. Preferuje řeky, které mají břehy pokryté vegetací a jsou částečně zakryty korunami stromů. Kachna se občas zatoulá i do stojatých nížinatých vod, ke karovým jezerům či k opuštěnému pobřeží Fiordlandu.
Žije pouze ve velmi čistých vodách a její přítomnost je dobrým indikátorem kvality vodního toku. Hřaduje převážně pod vymletými břehy řek, ale i v naplaveném dříví mezi kořeny stromů, pod spadlými stromů kmeny a ve skalních puklinách.

## Ohrožení
Když od 14. století začali na Nový Zéland pronikat Polynésané (dnešní Maorové), většina druhů kachen pro ně představovala snadno dostupnou potravu. Zatímco řada druhů následkem nadměrného lovu vyhynula, zda se, že populaci kachen měkkozobých příchod Polynésanů příliš neovlivnil. Maso kachny měkkozobé totiž nechutnalo Maorům tak, jako maso ostatních kachen. Kachny měkkozobé tak byly v době počátků evropské kolonizace koncem 18. století ještě hojně rozšířené. Jejich úbytek nastal, když v 19. století začaly být káceny a páleny nížinaté pralesy.

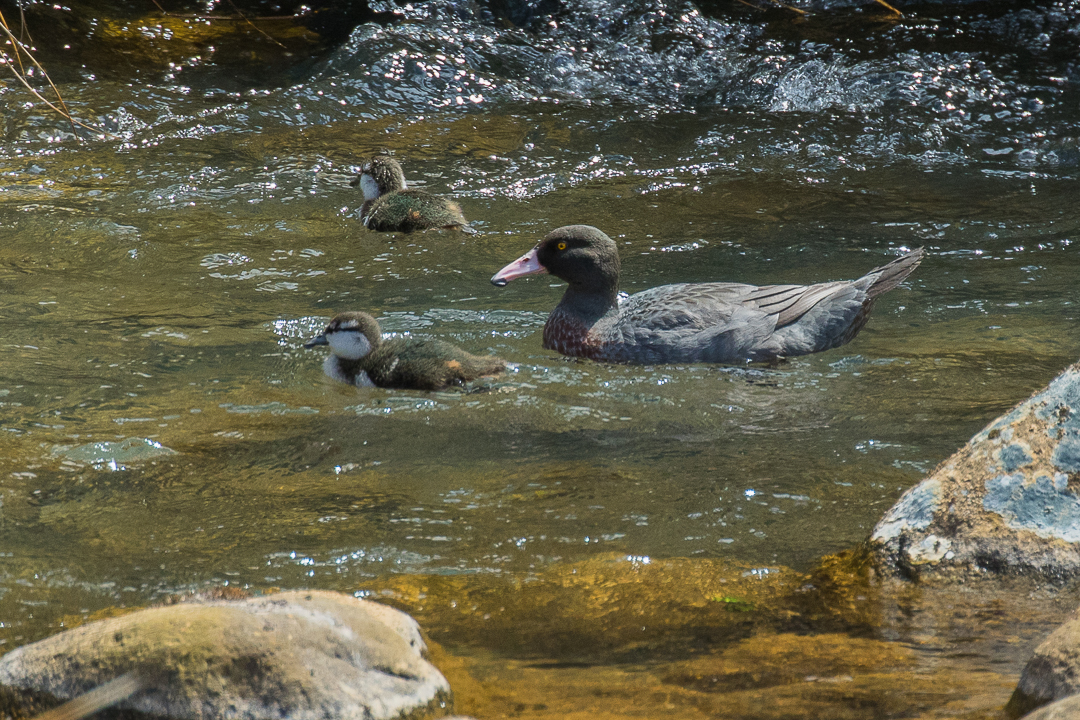
Dospělý jedinec se dvěma mláďaty

Kachna je poměrně dobře chráněná před vzdušnými predátory jako je ostříž novozélandský, moták tichomořský a již vyhynulý moták Circus eylesi. Vedle peří, které jí umožňuje dobře splynout s okolním prostředím, má vyvinuté i behaviorální instinkty, které jí pomáhají v ochraně před predátory ze vzduchu: létá hlavně za soumraku a rozbřesku, vyhledává řeky s převislou vegetací a hřaduje hlavně pod kořeny stromů. I když je tato strategie funkční při ochraně před dravými ptáky, příliš nepomáhá proti ochraně před introdukovanými savci, kteří loví hlavně pomocí čichu.
Introdukovaní savci, zejména hranostaji, představují hlavní ohrožení populace kachny měkkozobé. Vedle hranostajů, kteří jsou zdaleka nejvýznamnějšími predátory kachny měkkozobé, ohrožují populaci kachen i psi, zdivočelé kočky domácí, kusu liščí, krysy obecné a fretky domácí. Hranostaji představují nebezpečí nejen pro nakladená vejce kachen, ale i pro samice, které na nich sedí. Následkem zabíjení samic hranostaji je ve zbývající populaci kachen až 70 % samců a 30 % samic.

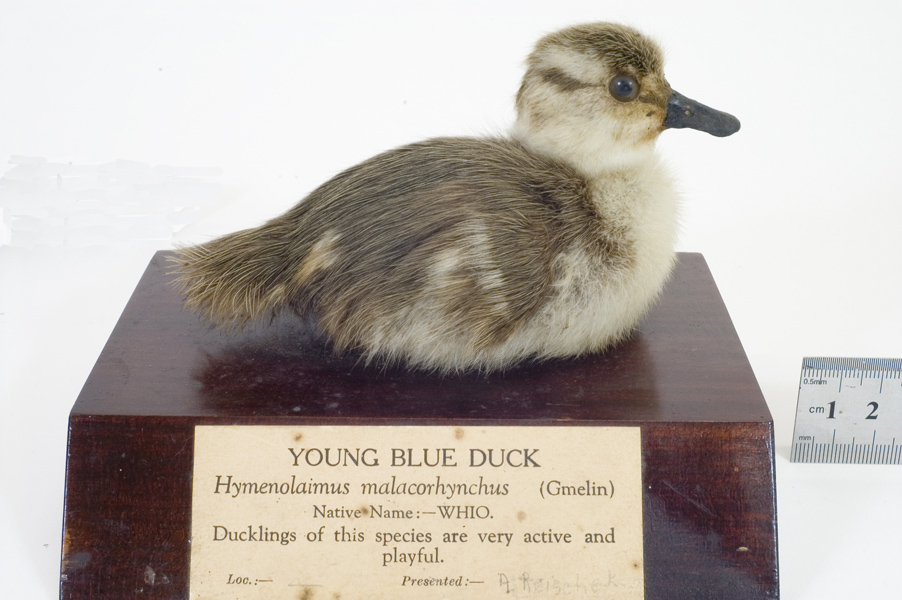
Vycpané mládě

Vedle introdukovaných savců občas hodují na vejcích kachny i místní chřástalové weky. Hlavně nedospělí jedinci mohou být ohroženi ze strany úhoře Anguilla dieffenbachia. V některých oblastech kachně konkuruje v potravě nepůvodní pstruh obecný.
Vedle predátorů jsou kachny ohroženy stavbami vodních elektráren, které narušují přirozené vodní toky. V roce 2004 byla na Novém Zélandu poprvé zaznamenána invazivní řasa Didymosphenia geminata. I když je vliv řasy na populaci kachny zatím neznámý, předpokládá se, že na ni bude mít negativní dopad. Řasa odkysličuje řeky a má negativní vliv na populaci bezobratlých živočichů, hlavní potravy kachen měkkozobých.
Další nebezpečí pro kachny představuje inbreeding. Zbývající populace kachen jsou geograficky izolované a u mnohých z nich hrozí ztráta genetické variability.

## Ochrana
Klíčovým způsobem ochrany kachny měkkozobé je kontrola introdukovaných predátorů, zejména hranostajů. Ochranáři nezasahují do přirozeného predátorství chřastála weky, ostříže novozélandského či motáka tichomořského a zaměřují se jen na predátorství ze strany nepůvodních savců. Ti se kontrolují pomocí umisťování pastí v habitatu kachny, případně pomocí pesticidu 1080. Klíčovým koordinátorem pro umisťování a kontrolu pastí je projekt Whio Forever, který je výsledkem spolupráce výrobce energie Genesis Energy Limited a ministerstva památkové péče. Whio Forever koordinuje umisťování a kontrolou pastí v přibližně v délce 1500 km novozélandských řek. Vedle toho aktivně podporuje šíření povědomí veřejnosti o kachně měkkozobé a tvorbu edukačních materiálů do škol.

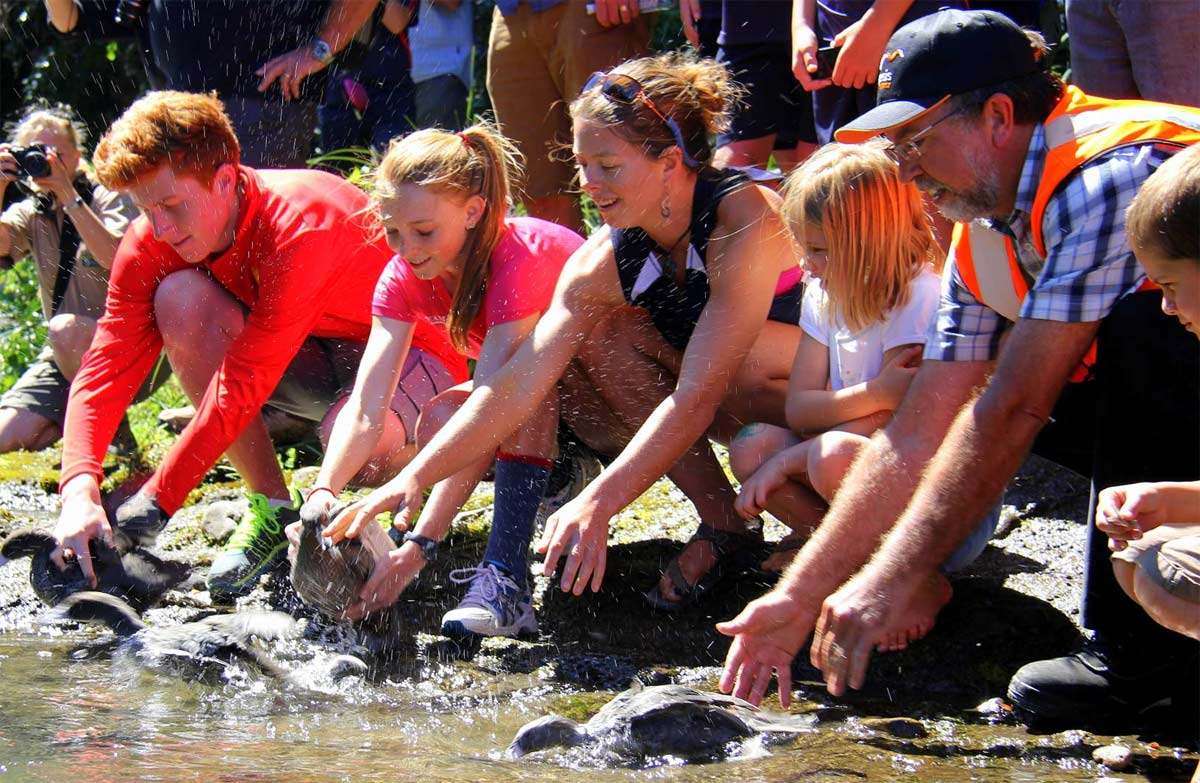
Vypouštění odchovaných mláďat zpět do volné přirody na řece Tongariro, Severní ostrov

V roce 2009 vydalo ministerstvo památkové péče desetiletý plán na ochranu kachny měkkozobé. Úřad založil 8 chráněných zón (4 na každém z hlavních ostrovů), na kterých probíhá intenzivní odchyt predátorů. V některých zónách probíhá eradikace predátorů pomocí pesticidu 1080. Jako vysoce efektivní způsob rychlého podpoření klesající populace se ukázalo sbírání vajec z hnízdišť, jejich inkubace v chovných zařízeních a opětovné vypuštění mláďat do volné přírody. Po vyjmutí vajec z jejich hnízdiště navíc může u samice dojít ke druhé šnůšce, což nadále podpoří nárůst populace. V nalezení hnízdišť pomáhají speciálně vycvičení psi.
Častým způsobem záchrany ptačího druhu na Novém Zélandu bývá přemístění části populace na menší ostrovy bez predátorů. Žádný z těchto ostrovů však nemá dostatečně velký vodní tok, který by dokázal stabilní populaci kachen podpořit.
Na Novém Zélandu je kachna považována za „národně zranitelnou“. To je nejnižší kategorie ze třístupňové stupnice klasifikující ohrožené druhy. Od roku 2002 je kachna měkkozobá vedena na Červeném seznamu ohrožených druhů jako ohrožený taxon.

## Vztah k lidem
Pro Maory představuje kachna měkkozobá taongu („posvátný klenot“). Ke kachně mají silné historické, spirituální a emocionální pouto. Tento vztah byl legislativně vyjádřen v Zákonu o ochraně přírody z roku 1987, který byl sestaven v souladu s principy Smlouvy z Waitangi. Maorský kmen Ngāitai z oblasti Bay of Plenty choval kachny jako své domácí mazlíčky a považoval je za ochránce (kaitiaki) oblasti.
Kachna se stala ikonou novozélandské divočiny. Je vyobrazena na reversní straně novozélandské desetidolarové bankovky.
Kachna měkkozobá je umístěna v několika chovných zařízeních na Severním a Jižním ostrově. Lze ji spatřit v např. v hamiltonské nebo aucklandské zoo.